# Lustrina assamensis
Lustrina assamensis (лат.) — вид ос-блестянок рода Lustrina из подсемейства Cleptinae.

## Распространение
Южная и Юго-Восточная Азия: Индия (Ассам), Вьетнам.

## Описание
Мелкие осы-блестянки, длина около 8 мм; длина переднего крыла около 4 мм. Тело разноцветное, металлически блестящее: голова в основном чёрная, клипеус зеленоватый, мезосома красная и зелёная, проподеум зеленоватый, брюшко фиолетово-чёрное с золотистыми перевязями. Жвалы буровато-чёрные. Крылья с двумя тёмными полосами. Ноги полностью красновато-коричневые. Пронотум сужается кпереди. Мезосома в 1,8 раза длиннее своей ширины. Метанотум плоский. Метасома в 1,4 раза длиннее своей ширины. Коготки лапок с раздвоенными зубчиками на концах

## Классификация
Вид был впервые описан в 1955 году по единственной самке из Ассама (Индия), первоначально в составе подсемейства Mesitiinae из другого семейства Bethylidae. В 1968 году после перепроверки голотипа вид перенесли в подсемейство Cleptinae из семейства ос-блестянок. Lustrina assamensis внешне напоминает видовую группу Cleptidea fasciata species group и группу Cleptes asianus species group (например, такие ориентальные виды как Cleptes asianus Kimsey, 1987, Cleptes humerosus Móczár, 2000, Cleptes thaiensis Tsuneki, 1961 и Cleptes taiwanus Tsuneki, 1982). Валидный статус вида Lustrina assamensis был подтверждён в 2020 году в ходе переоткрытия и переописания, проведённого итальянским гименоптерологом Паоло Роза (Paolo Rosa; Бернареджо, провинция Монца-э-Брианца, Италия) и его коллегами: Pham Hong Thai (Vietnam National Museum of Nature, Вьетнамская академия наук и технологий, Ханой, Вьетнам) и Toshiharu Mita (Faculty of Agriculture, Университет Кюсю, Фукуока, Япония). Близок к родам Cleptes и Cleptidea из подсемейства Cleptinae.